# José Pimiento Rodríguez
José de Jesús Pimiento Rodríguez (Zapatoca, 18 de fevereiro de 1919 - Floridablanca, 3 de setembro de 2019) foi um cardeal colombiano, Arcebispo-emérito de Manizales.

## Biografia
Filho de Agustín Pimiento e Salomé Rodríguez de Pimiento, recebeu uma boa educação cristã. Sua vocação sacerdotal logo apareceu e ele realizou sua formação elementar básica e secundária, além de seus estudos eclesiásticos nos Seminários de San Gil e Maior de Bogotá.
Foi ordenado padre em 14 de dezembro de 1941, para a diocese de Socorro e São Gil, por Ismael Perdomo Borrero, arcebispo de Bogotá. Ele exerceu seu ministério sacerdotal como vigário coadjutor em várias paróquias, como professor do seminário, como capelão no hospital de San Gil, como coordenador de Ação Social e da Ação Católica na cúria diocesana.
Eleito bispo-titular de Apollonis e nomeado bispo-auxiliar de Pasto em 14 de junho de 1955, pelo Papa Pio XII, foi consagrado em 28 de agosto de 1955, pelo Cardeal Crisanto Luque y Sánchez, arcebispo de Bogotá, assistido por Emilio Botero González, bispo de Pasto, e por Pedro José Rivera Mejía, bispo de Socorro e São Gil. Transferido para a Sé de Montería em 30 de dezembro de 1959. Participou nas quatro sessões do Concílio Vaticano II. 
Foi transferido para a Sé de Garzón, em 29 de fevereiro de 1964. Participou nas Conferências Gerais do Episcopado Latino-Americano (CELAM) de Medellín (1968); Puebla (1979) e Santo Domingo (1992). Por dois mandatos consecutivos, 1972-1978, foi presidente da Conferência Episcopal Colombiana. Promovido para a sé metropolitana de Manizales, em 22 de maio de 1975, pelo Papa Paulo VI. Renunciou ao governo pastoral da Arquidiocese em 15 de outubro de 1996, por idade. Em seguida, serviu como missionário na paróquia de Turbo, na diocese de Apartadó. Serviu ainda como administrador apostólico da diocese de Socorro e São Gil de novembro de 2001 a junho de 2003. Reside atualmente em Foyer de Charité San Pablo, de Bucaramanga.
Em 4 de janeiro de 2015, o Papa Francisco anunciou a sua criação como cardeal, no Consistório Ordinário Público de 2015. Dadas as condições de saúde e idade bastante avançada, decide não ir a Roma para receber o barrete, assim em 28 de fevereiro na Colômbia recebeu o título de cardeal-presbítero de São João Crisóstomo no Monte Sacro Alto pelo cardeal Rubén Salazar Gómez, Arcebispo de Bogotá e primaz da Colômbia, e o arcebispo Ettore Balestrero, núncio apostólico na Colômbia.

## Morte
Pimiento Rodríguez tinha sido recentemente hospitalizado após uma queda, entretanto recebeu alta e retornou para sua casa. Entretanto, dias depois, morreu devido à insuficiência cardíaca durante a tarde de 3 de setembro de 2019 em uma casa de retiro em Floridablanca, perto de Bucaramanga.